# تمسولة
تمسولة هي قرية مغربية صغيرة ريفية في إقليم طاطا ضمن جهة كلميم السمارة بالمغرب.

## أنشطة السكان
يعتمد سكان الجماعة القروية تمسولة في حياتهم المعيشية بالدرجة الأولى على الزراعة التمور و الزيتون واللوز

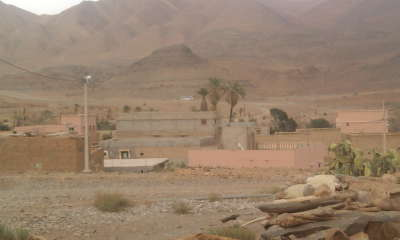
تمسولة قرية مغربية صغيرة

وتتوفر المنطقة أيضاعلى فرشة مائية مهمة كافية لسقي الواحة إضافة إلى تربية الماشية لكن مع توالي سنوات الجفاف بدأ هذا النشاط في الزوال وهو ماساعد في الهجرة.هناك سوق أسبوعي يقام كل خميس